# Miloslav Štibich
Miloslav Štibich (25. srpna 1928 Praha – 22. června 1992 Praha) byl český herec. Jednalo se o dlouholetého člena hereckého souboru pražského Činoherního klubu.
U divadla začínal jako rekvizitář, postupně se vypracoval na velmi osobitého a originálního komediálního herce, který si zahrál mnoho vedlejších rolí v celé řadě známých českých filmů. Byl obsazován především do rolí bodrých vesničanů, dobrosrdečných „strýčků“ či funkcionářů. K nejznámějším patří jeho role předsedy JZD v filmu Vesničko má středisková.
Je rozšířeným omylem, že se objevil také ve znělce skečového pořadu Česká soda. Podoba tu sice je, ovšem ve skutečnosti si onoho rolníka ve znělce zahrál fotograf Karel Meisner, kamarád režiséra Fera Feniče. Navíc v době, kdy se Česká soda začala točit, byl Štibich už po smrti.

## Film
- 1976 Na samotě u lesa - role: předseda JZD
- 1980 Vrchní, prchni – role: personalista Bechyně
- 1980 Postřižiny – role: kovář Bernádek, člen správní rady pivovaru
- 1983 Slavnosti sněženek – role: Jelínek
- 1983 Jára Cimrman ležící, spící – role: člen Cimrmanova kočovného souboru
- 1984 Sestřičky – role: pacient Fulínek
- 1984 Tři veteráni - role: sedlák
- 1985 Vesničko má středisková – role: předseda JZD Vojtěch Kalina
- 1987 Jak básníkům chutná život – role: zámecký návštěvník se salámem
- 1989 Konec starých časů – role: Stoklasův host Štícha
- 1989 Vážení přátelé, ano – role: předseda ZV ROH Kudrnáč

## Televize
- 1990 Obyčejná koňská historie (TV seriál, 6 dílů) – role: vedoucí hřebčína

## Diskografie
- 3 LP – Jan Vodňanský & Petr Skoumal - Hurá na bastilu, S úsměvem idiota, S úsměvem donkichota - například scénka  Přímý přenos ze šachového turnaje (parodie na emotivní komentování sportovních přenosů některými sportovními komentátory) a řada dalších.
- Vodňanský & Skoumal : Život a dílo, Supraphon, 2008, 4 CD – obsahuje předešlá alba S úsměvem idiota, Hurá na Bastilu, S úsměvem Donkichota, Od půl jednej do čtvrt na tři a Večírek rozpadlých dvojic, soubor je doplněn dříve nevydanými písněmi. EAN 099925586027[1]